# قلعة العليا (أوجان الغربي)
قلعة العلیا (بالفارسية: قلعه علیا) هي منطقة سكنية تقع في إيران في قسم أوجان الغربي الريفي. يقدر عدد سكانها بـ 325 نسمة .